# USS Richard J. Danzig (DDG-143)
«Річард Данціг» (англ. Richard J. Danzig (DDG-143) — ескадрений міноносець КРО типу «Арлі Берк» ВМС США, серії III.

## Історія створення
Ескадрений міноносець «Чарльз Дж. Френч» замовлений у 2023 році. Це 93-й корабель даного типу.
Названий на честь міністра військово-морських сил США Річарда Данціга (англ. Richard Danzig) у 2024 році.